# Бирченко Олег Вікторович
Оле́г Ві́кторович Бирченко (13 жовтня 1995, селище Краснопілля, Сумська область —9 березня 2022) — український учитель, військовослужбовець, старший лейтенант Збройних сил України, учасник російсько-української війни. Лицар ордена Богдана Хмельницького III ступеня (2022, посмертно).

## Життєпис
Олег Бирченко народився 13 жовтня 1995 року в смт Краснопілля, нині Краснопільської громади Сумського району Сумської области України.
Закінчив фізико-математичний факультет Сумського державного педагогічного університету імені А. С. Макаренка, Національну академію сухопутних військ імені гетьмана Петра Сагайдачного. Працював учителем Чернеччинського НВК.
Був солістом Краснопільського палацу культури, переможець всеукраїнських та міжнародних пісенних конкурсів.
Лейтенант 26-ї артилерійської бригади імені генерал-хорунжого Романа Дашкевича ЗСУ загинув у Луганській області.
Місце поховання: селище Краснопілля Сумського району Сумської області.

## Нагороди
- орден Богдана Хмельницького III ступеня (2 квітня 2022, посмертно) — за особисту мужність і самовіддані дії, виявлені у захисті державного суверенітету та територіальної цілісності України, вірність військовій присязі[4].

## Військові звання
- старший лейтенант (2022, посмертно),
- лейтенант.